# Андреас Ніколаус Корнеруп
Андреас Ніколаус Корнеруп (* 7 лютого 1857, Копенгаген; † 3 вересня 1881, Копенгаген) — данський геолог і полярний дослідник, учасник трьох експедицій до Західної Гренландії. Окрім наукових трактатів, він залишив після себе численні малюнки та акварелі, створені під час подорожей.

## Життєпис
Андреас Корнеруп був старшим із п'яти дітей літографа та художника-портретиста Ларса Андреаса Корнерупа (1822—1894) та його дружини Анни Маргрете Джулі (1828—1888), уродженої Берентсен. Художник Вальдемар Вінсент Корнеруп (1865—1924) був його наймолодшим братом. Андреас Корнеруп склав попередній іспит у школі Марібо в Копенгагені в 1872 році. З 1873 по 1878 рік він навчався в Політехнічному інституті. У рік закінчення навчання він також навчався в Королівській данській академії образотворчих мистецтв. У грудні 1879 року він став лектором ґрунтознавства в Королівському ветеринарному та сільськогосподарському університеті.
У 1876 році Корнеруп взяв участь у своїй першій експедиції до Гренландії. Від імені Комісії з геолого-географічних досліджень у Гренландії (Kommissionen for geologiske og geografiske undersøgelser i Grønland) він досліджував колоніальний район Джуліанехааб (Какорток) у Південній Гренландії разом з морським офіцером Густавом Фредеріком Холмом і геологом Кнудом Йоганнесом Фогеліусом Стінструпом. У 1878 році він здійснив помітну вилазку на внутрішні льоди поблизу Пааміута разом з Єнсом Арнольдом Дідеріхом Єнсеном, Торвальдом Гротом (1847—1891) та інуцьким «Абакуком». Страждають від снігової сліпоти, вони пройшли 70 км поверхнею льодовикового щита, який характеризувався тріщинами та потоками талої води, до групи Дж. А. Д. Єнсенса Нунатаккера. Експедиція досягла максимальної висоти 1543 м і надала інформацію про льодовикові умови цього регіону, багатого на нунатаки. Астрономічні та метеорологічні спостереження Єнсена, а також зразки рослин і гірських порід, які Корнеруп зібрав у нунаті, також мали наукову цінність. Всього через рік, інша експедиція з Єнсеном та Рьордом Регнаром Йоганнесом Хаммером привела його до узбережжя між Сісіміутом та Аасіаатом. Тут він тяжко захворів на туберкульоз легень. Після тимчасового покращення стану його стану він помер 3 вересня 1881 року. Його поховали на Гарнізонному кладовищі (Garnisons Kirkegård) у Копенгагені.

## Праці
- Geologiske Iagttagelser fra Vestkysten af Grønland (62°15′–64°15′ N.Br.). In: Meddelelser om Grønland. Band 1, 1879, S. 77–139.
- Det organiske Liv paa den østligste Nunatak. In: Meddelelser om Grønland. Band 1, 1879, S. 150—152.
- Om Grønlands Natur i forskjellige Egne af Landet. In: Geografisk Tidsskrift. Band 4, 1880, S. 2–9.
- Geologiske Iagttagelser fra Vestkysten af Grønland (66°55′–68°15′ N.Br.). In: Meddelelser om Grønland. Band 2, 1881, S. 149—194 (Digitalisat).
- Om Grønlands Indlandsis og den danske Slæde-Expedition 1878. In: Tidsskrift Naturv. 1880. S. 193—226.
- Kornerups Grønland: Andreas Kornerup — Skizzer fra Grønland, 1876–79. Kommissionen for videnskabelige undersøgelser i Grønland, Kopenhagen 1978, ISBN 978-87-9806-230-1.

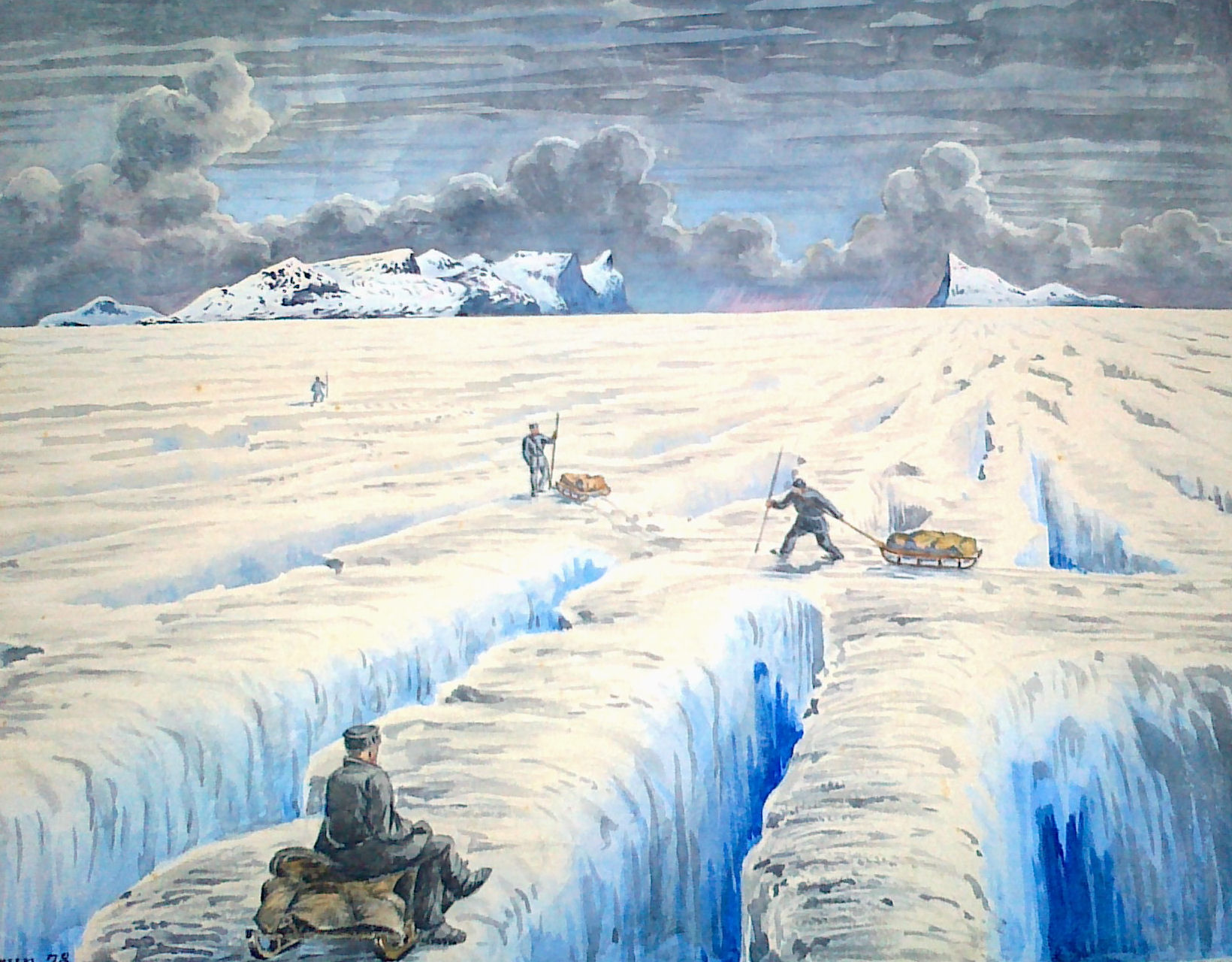
На внутрішньому льоду
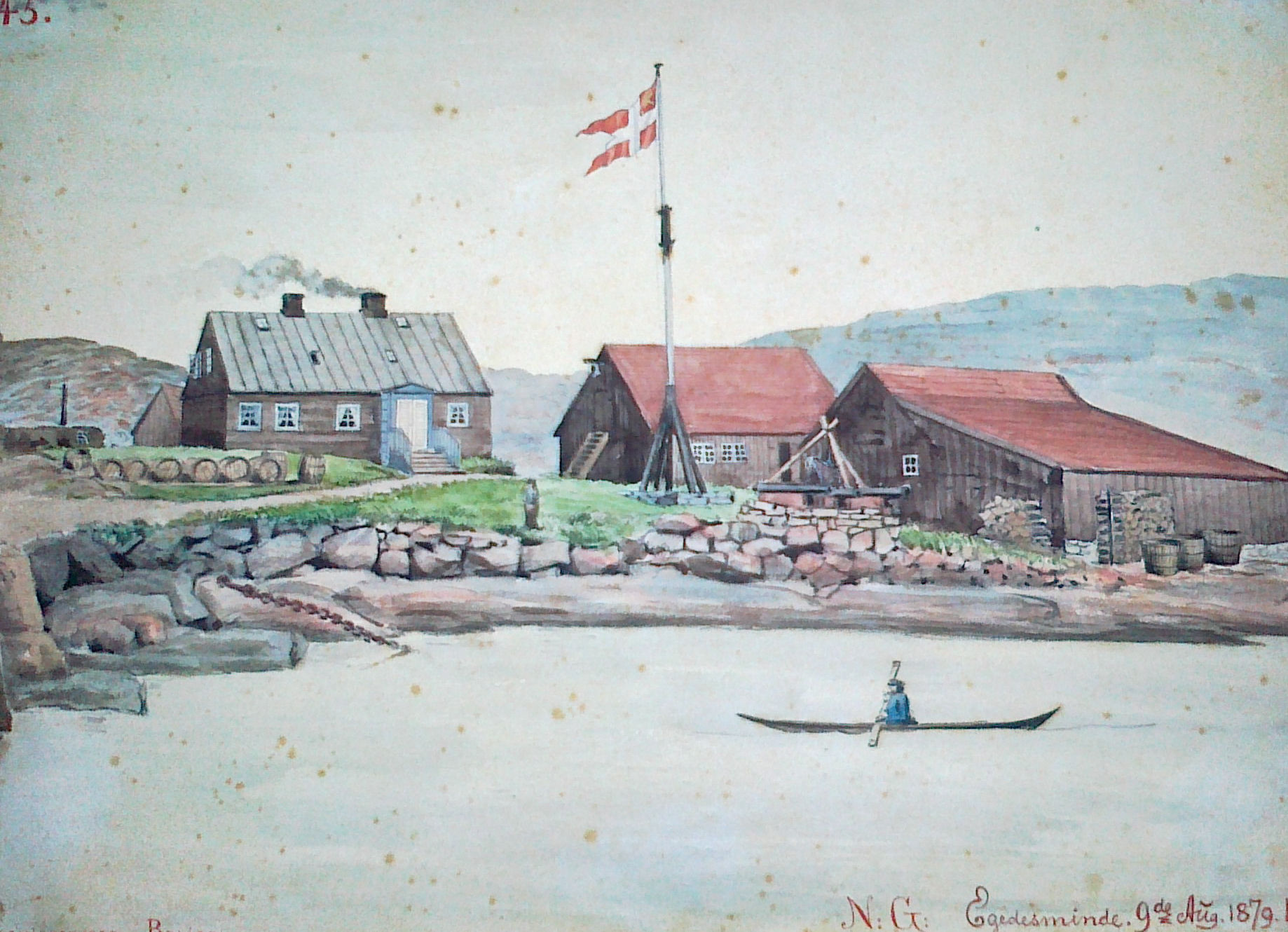
Аасіаат
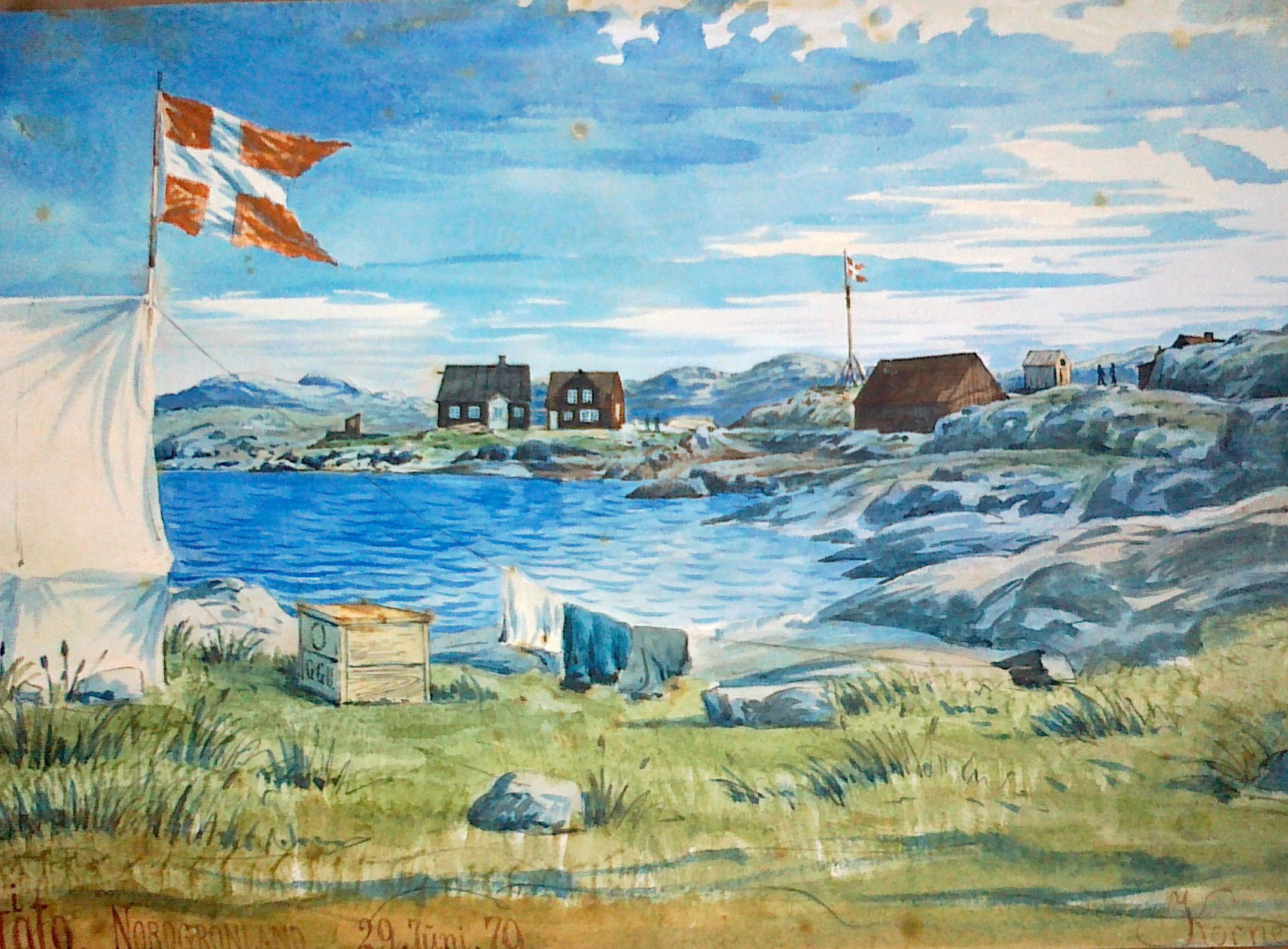
Гренландське поселення, 1879
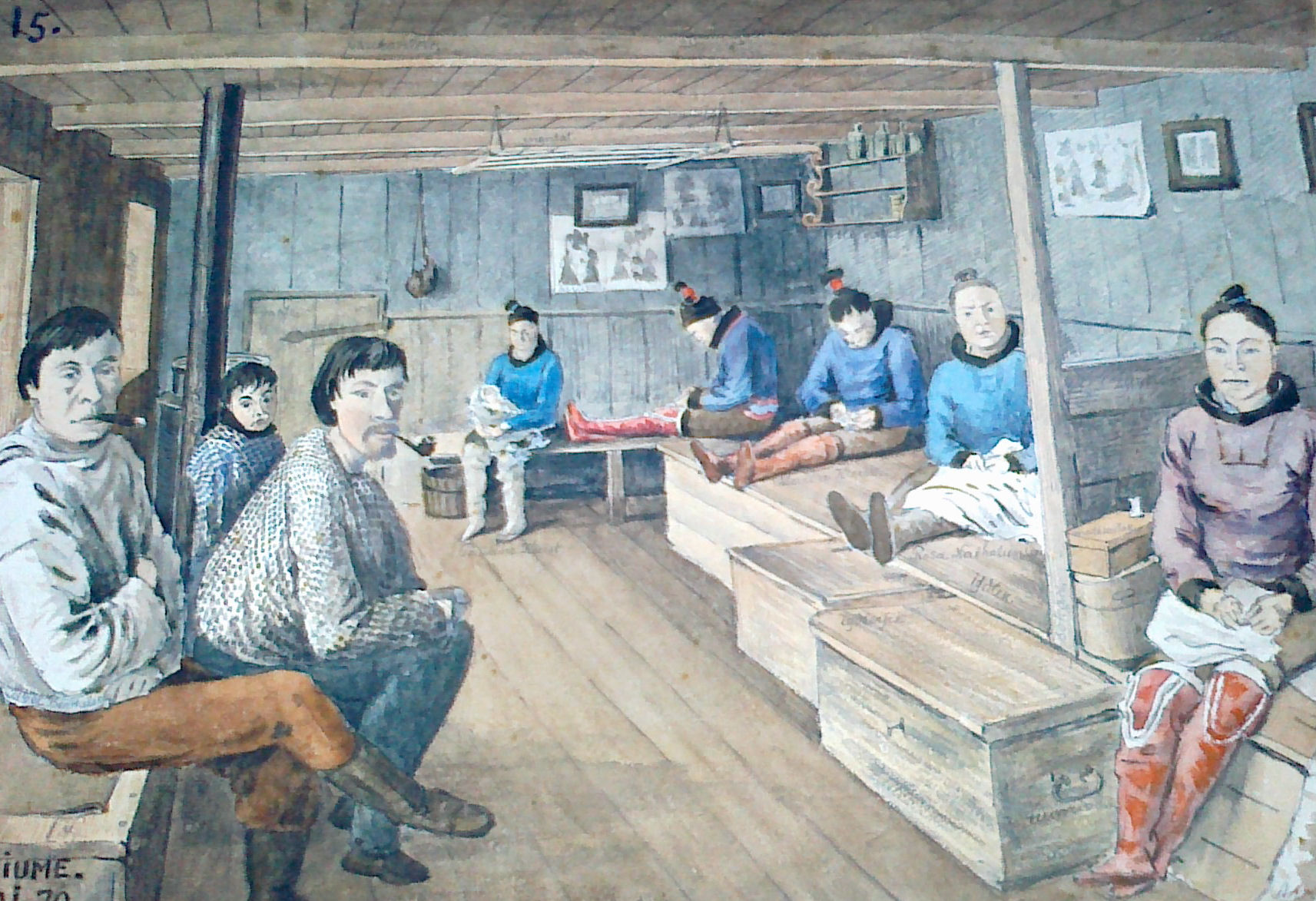
Резиденція в Сісіміуме, 1879
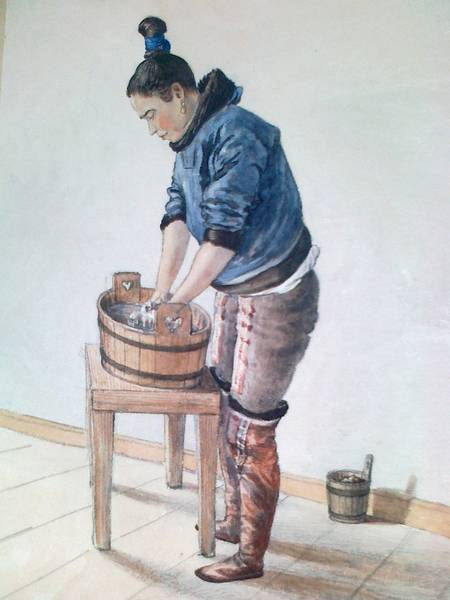
Гренландська жінка пере білизну

## Інтернет-ресурси
- Mads Lidegaard: A. Kornerup im Dansk biografisk leksikon (dänisch).
- Jesper Peter Johansen Ravn: Kornerup, Andreas Nicolaus. In: Salmonsens Konversationsleksikon. Band XIV (1923), S. 527 (dänisch).